# 維曼默宮
維曼默宮，又名泰王五世行宫，曾是泰國先王拉瑪五世、拉瑪六世的王宮，建成为世界最大的柚木行宫，位于曼谷的律实县，是律实宫的一部分。舊址則在春武里府的阁西昌岛之上。
整個王宮以金桃花木作為主要材料，有許多精彫細刻之處，雖夏仍涼。2016年起正式关闭，正进行重建。

## 历史
在1893年的河口紛爭事件中，法軍一度為封鎖泰國的出海口，佔據了西昌島。事件平息之後，法軍撤離，泰王復歸，然而好景已不再，所以此後甚少回來。1900年，西昌島的行宫迁维曼默宫移至律实，于1901年落成。1925年拉瑪六世駕崩，此宮逐漸荒廢。
到了1982年，詩麗吉王后看到這個古建築的歷史價值，决定向公众开放并改建为介绍拉玛五世事迹的展览馆，得到拉玛九世批准。
2016年7月21日，维曼默宫不再对公众开放。2018年的卫星图片显示，维曼默宫已被拆卸。
2019年7月，一位泰国宫务处官员证实维曼默宫正进行重建，以更换已有腐败的木质材料，安装新的钢质桩柱和混凝土地基，会维持建筑的原面貌，并在北侧开辟池塘。有传闻称本次重建后维曼默宫不会再对外开放。根据官方文件，本次重建的成本约在8,100万铢。

## 图册

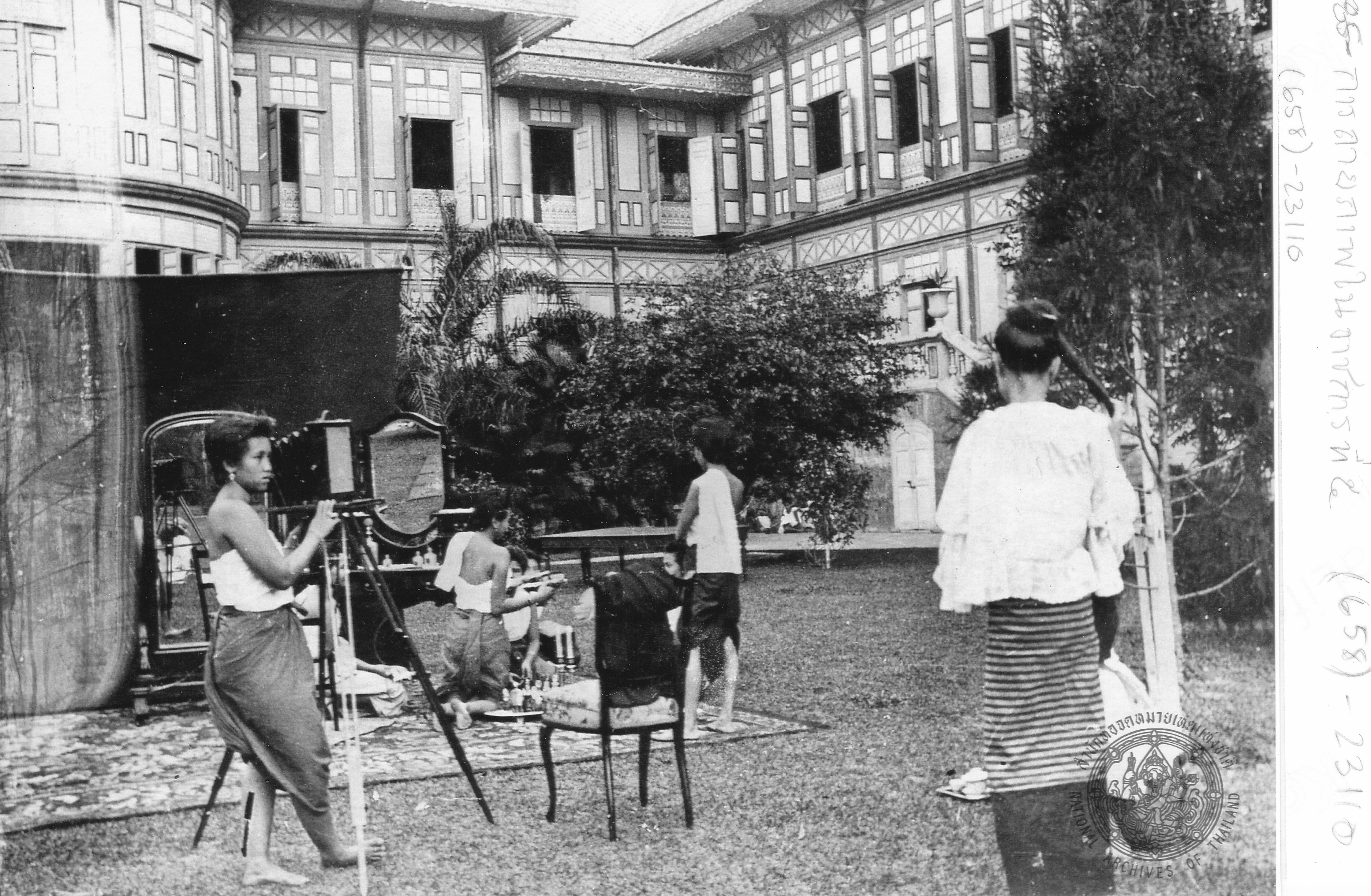
1905年，达拉·拉察米（英语：Dara Rasmi）王妃在宫内摄影
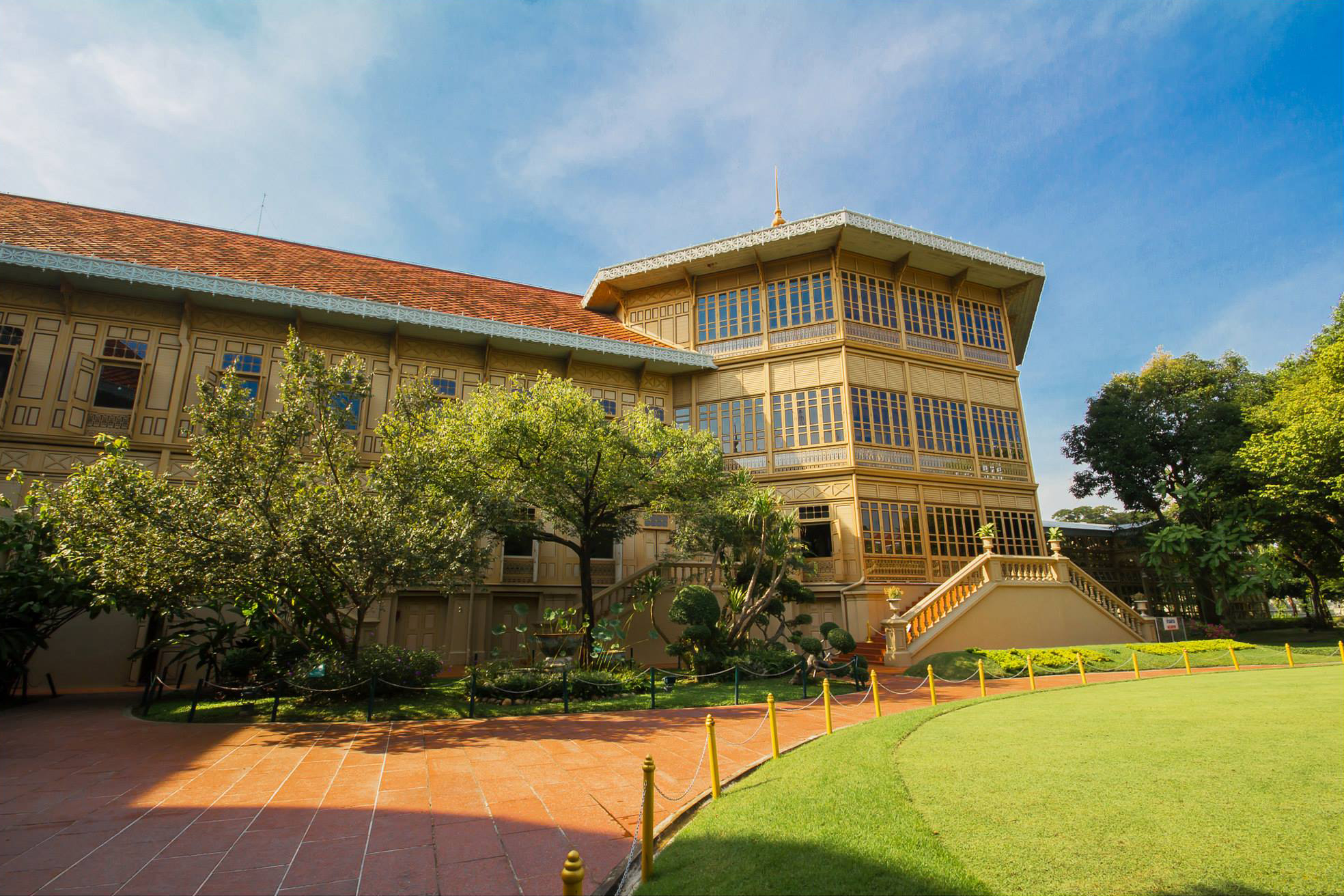
维曼默宫，摄于2014年
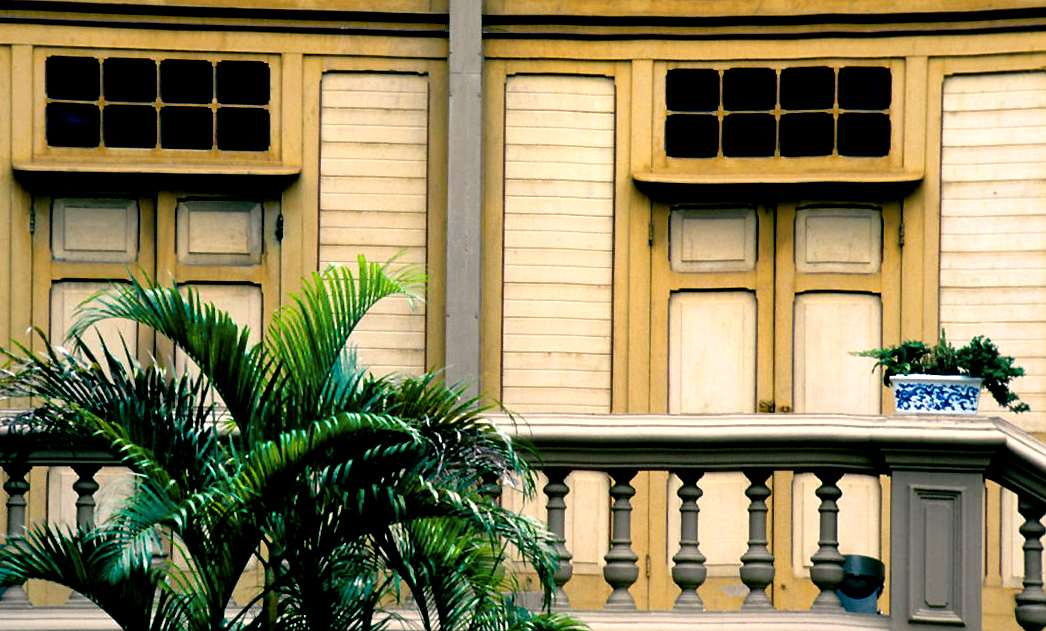
立面细节
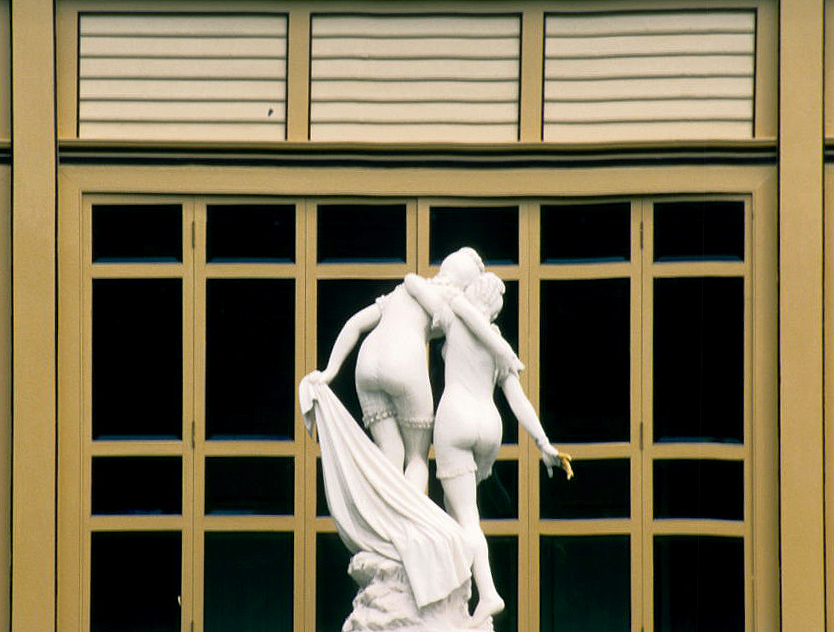
塑像
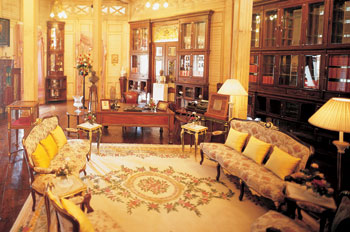
宫内
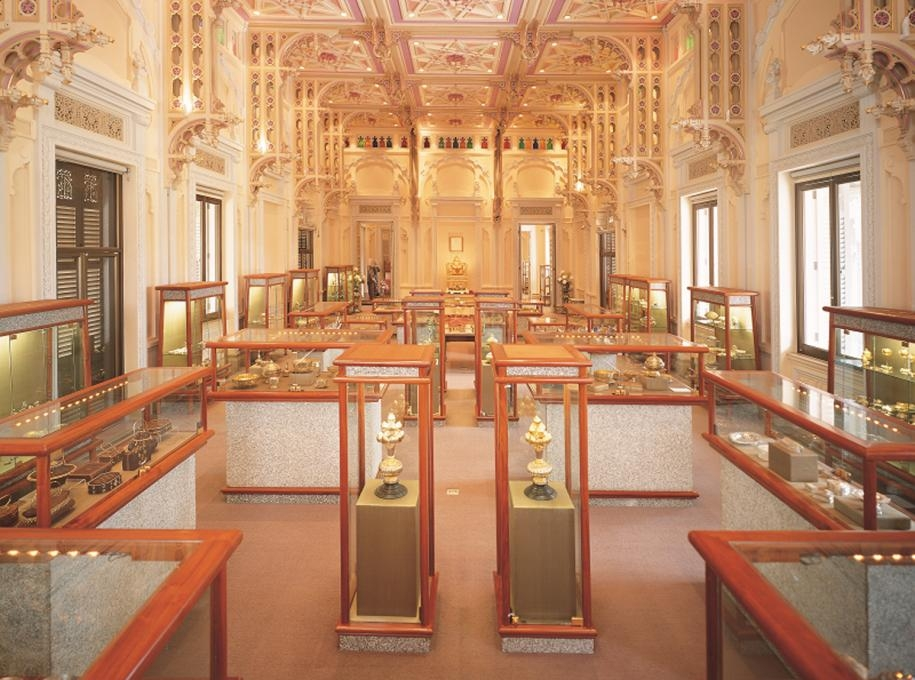
宫内展厅
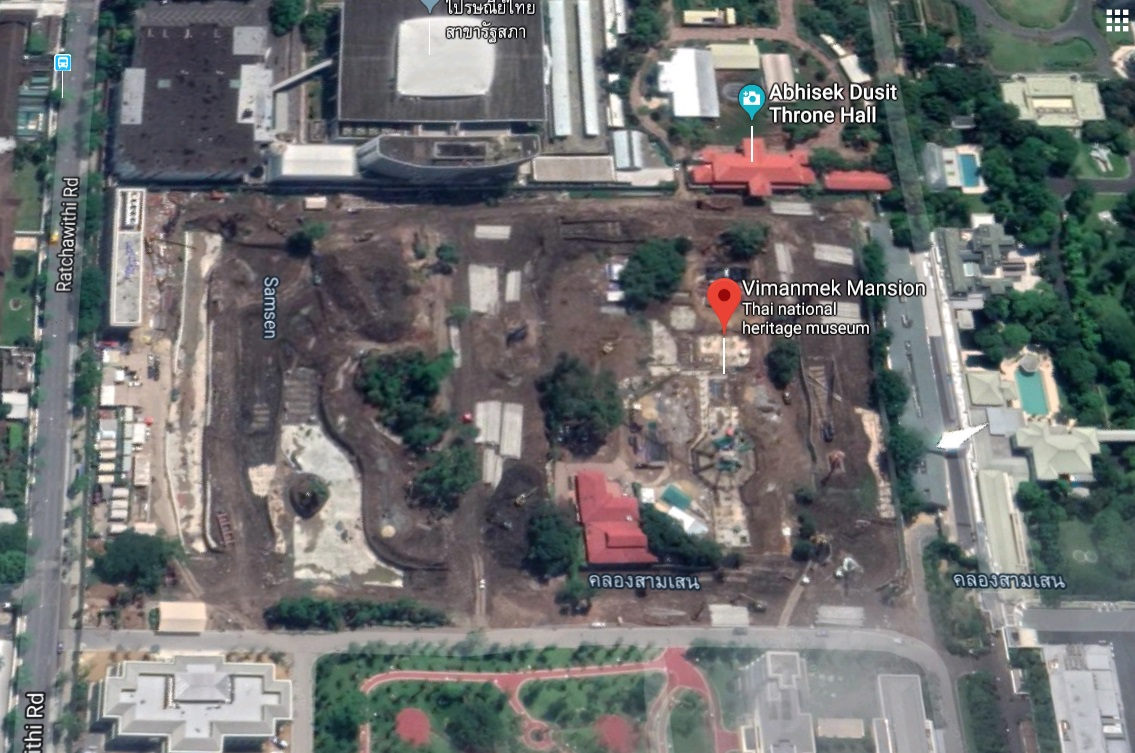
2019年7月卫星图片，维曼默宫被夷为平地

## 外部連結
- 拉瑪五世泰王之宮殿介紹
- 泰國王產管理局的網址 （页面存档备份，存于）